# مارغريت سابين
مارغريت سابين (بالإنجليزية: Margaret Sabine)‏ هي عالمة فيروسات وبيطرية أسترالية، ولدت في 1928، وتوفيت في 2011.